# Remonstrants

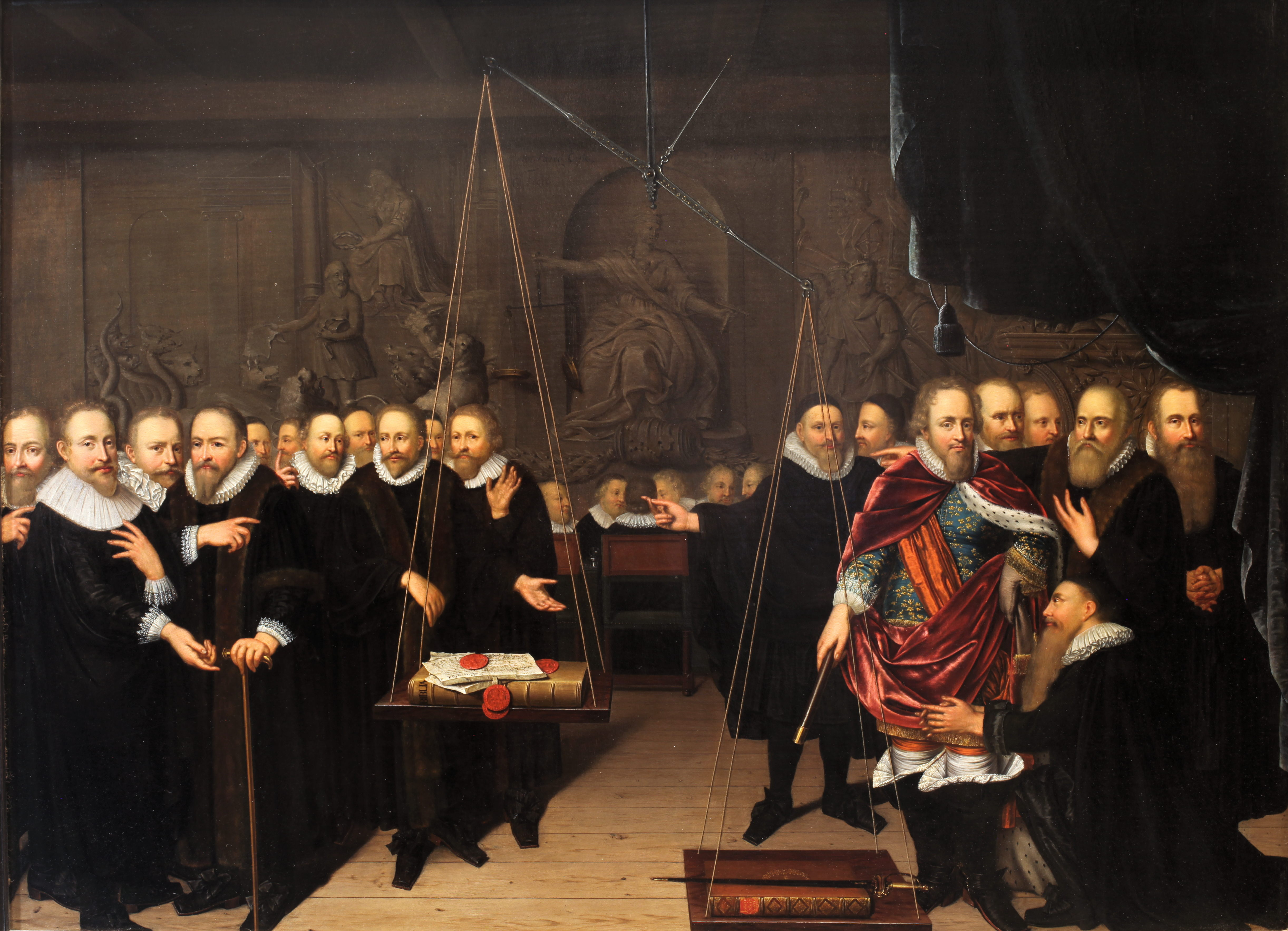
Al·legoria de la disputa teològica entre els arminians i els seus oponents, per Abraham van der Eyk, 1721. Els remonstrants es poden veure a l'esquerra, mentre que els seus oponents reformats neerlandesos es poden veure a la dreta. Les balances mostren la causa calvinista més pesada que l'arminiana, però el seu plat té una espasa damunt. L'espasa simbolitza el suport estatal concedit a l'Església Reformada Holandesa per la República.

Remonstrant (en neerlandès: de Remonstrantse Broederschap, 'la Fraternitat Remonstrant') és el nom donat a aquells protestants dels Països Baixos que, després de la mort de Jacobus Arminius, varen mantenir les creences associades al seu nom, defensant una visió més tolerant del protestantisme enfront al calvinisme estricte. Creien que l’atorgament de la gràcia divina podria dependre en part de la fe i els actes dels creients, desestimant la creença de la predestinació absoluta. El 1610 varen presentar als Estats Generals (el parlament) dels Països Baixos i de Frísia una protesta (remonstrance en anglès) en cinc articles formulant els punts en què diferien amb el calvinisme estricte. Eren:
- el decret diví de la predestinació és condicional, no absolut;
- l'expiació és universal en intenció;
- l'home no pot exercir una fe salvadora per si mateix;
- a través de la gràcia de Déu és una condició necessària de l'esforç humà, no actua de manera irresistible en l'home i
- els creients són capaços de resistir al pecat, però no estan lliures de la possibilitat de perdre la gràcia divina.

Els seus adversaris, els gomaristes, varen publicar una contraprotesta (counter-remonstrance) i varen passar a ser coneguts com a contraremonstrants. A pesar que els Estats Generals varen permetre per edicte tots dos corrents i prohibien més discussions, el conflicte va continuar. Els remonstrants varen ser assaltats tant per enemics personals com polítics, com Maurici d'Orange, que va executar o va enviar a presó els líders per tenir opinions republicanes.

## Els inicis
Els símptomes més visibles del conflicte van començar amb una gran controvèrsia teològica entre el catedràtic de teologia de Leiden Jacobus Arminius, i el teòleg calvinista ortodox Franciscus Gomarus i els seus respectius partidaris. Els desacords van quedar eclipsats per la guerra amb Espanya. Però quan Jacobus Arminius va morir el 1609, la vigília de la Treva dels Dotze Anys, la pau va traslladar l'atenció de la gent a la controvèrsia. 

## El conflicte
El conflicte s'aguditzà el 1613 per una circumstància aparentment trivial: el nomenament de la plaça vacant de catedràtic de teologia a la universitat de Leiden. L'assessor legal i secretari dels estats d'Holanda i Frísia Occidental, Johan van Oldenbarnevelt, va proposar un teòleg alemany per a la plaça, Conrad Vorstius, considerat bastant lliberal fins i tot pels protestants més tolerants. El seu nomenament va crear grans tensions, primer dintre de la universitat, i després a tota la ciutat de Leiden.
Per protegir als predicadors i patricis remostrants de possibles agressions, van Oldenbarnevelt va permetre la contractació d’homes armats, els waardgelders. El stadhouder Maurici de Nassau va considerar aquest moviment con una usurpació de la seva autoritat militar. El 29 d'agost de 1618, Maurici de Nassau va donar un cop d'estat, enderrocant els Estats Generals, executant a Johan van Oldenbarnevelt i empresonant de per vida a Hugo de Groot i a Rombout Hoogerbeets, el governador de Leiden.
En el Sínode de Dort de 1618–19 al que els tretze pastors armininianistes, encapçalats per Simon Episcopius, varen ser exclosos, es va establir la victòria de l'escola calvinista i es va declarar la teologia remonstrant contrària a les Escriptures. En el sínode es varen preparar trenta-tres regles canòniques i es va confirmar l'autoritat de la Confessió de Bèlgica i el Catecisme de Heidelberg. Les decisions del sínode varen ser reforçades per la deposició i en alguns casos el desterrament dels pastors remonstrants. El 13 de maig de 1619 va ser decapitat al Binnenhof de l'Haia i Maurici es va convertir a més de cap militar en el líder polític indiscutible de la República. Però el govern de seguida es va convèncer que els Remonstrants no representaven un perill per a l'Estat, i en 1630 els va ser permès oficialment residir en tots els llocs d'Holanda i construir esglésies i escoles.

## L'acceptació dels Remonstrants
El 1621 ja havien rebut el permís per assentar-se a Schleswig, on varen construir la ciutat de Friedrichstadt, colònia que encara existeix. La doctrina remonstrant es va resumir el 1621 en una confessio escrita per Episcopius, el seu gran teòleg, mentre que Jan Uytenbogaert els va donar un catecisme i va regular l'ordre eclesiàstic. Els remonstrants varen adoptar una constitució sinòdica simple, però la seva importància va ser sempre més teològica que eclesiàstica. El seu seminari a Amsterdam ha format molts noms il·lustres: Curcellaeus, Limborch, Wetstein, Le Clerc; i la seva liberal escola de teologia, que naturalment es va fer més liberal i fins i tot racionalista amb el temps, va reaccionar amb força contra l'església estatal i contra altres denominacions cristianes.
Els remonstrants varen ser reconeguts oficialment el 1795. Com a església, el 1911 comptaven amb 27 comunitats i uns 12.000 membres. La seva congregació principal és a Rotterdam. El 2005, només hi havia una congregació fora dels Països Baixos, la de Friedrichstadt, a Alemanya. Les altres 47 congregacions es troben als Països Baixos. La controvèrsia continua i l'adherència als texts del Sínode de Dordrecht impedeix una cooperació estreta entre les esglésies remonstrant i calvinista d'Holanda fins al dia d'avui.